# Radioskugga (TV-serie)
Radioskugga är en svensk dramaserie i 16 avsnitt uppdelade på två säsonger (8 avsnitt 1995 och 8 avsnitt 1997) i regi av Jonas Grimås, Björn Gunnarsson, Filippa Pierrou och Roger Sellberg med Figge Norling i huvudrollen. Serien hade svensk TV-premiär i Kanal 1 den 31 oktober 1995 och släpptes på DVD den 27 maj 2009. Serien har mycket gemensamt med den amerikanska serien Det ljuva livet i Alaska, som är förlagd till Alaska.[källa behövs]

## Handling
Alexander är en radio-DJ i Stockholm som flyttar till den lilla norrländska byn Bakvattnet där han erbjuds ett nytt jobb. Bakvattnets starke man och visionär Johannes har lagt den nystartade och kommersiella kanalen "Radio Nordpol" i byn och behöver en känd röst för att skaffa lyssnare. Men planerna går i stöpet eftersom byn ligger i radioskugga mellan de höga fjällen. Alexander blir ändå kvar i den lilla byn, i beundran av de lite udda invånarna och mystiken runt Bakvattnet.

## Rollista i urval
- Figge Norling - Alexander
- Rebecka Hemse - Beata
- Tomas Pontén - Johannes
- Stina Rautelin - Talvi
- Magnus Roosmann - Jonny
- Evabritt Strandberg - Gun
- Gösta Bredefeldt - Oskar
- Maud Adams - Katarina
- Tova Magnusson-Norling - Jenny
- Daniel Götschenhjelm - Ragnar
- Johan Widerberg - Niklas
- Melinda Kinnaman - Vanja